# Slava Metreveli
Slava Metreveli (Georgisch: სლავა კალისტრატეს ძე მეტრეველი, Russisch: Слава Калистратович Метревели) (Sotsji, 30 mei 1936 -  Tbilisi, 7 januari 1998) was een voetballer en coach van Georgische afkomst, die uitkwam voor de Sovjet-Unie.

## Biografie
Hij begon zijn carrière bij Spartak Sotsji en na een jaar bij Torpedo Gorki ging hij voor Torpedo Moskou spelen, waarmee hij in 1960 landskampioen werd en de beker won. In 1963 maakte hij de overstap naar Dinamo Tbilisi en werd ook daar landskampioen mee in 1964. 
Hij speelde ook 48 wedstrijden voor het nationale elftal en nam deel aan drie WK's en werd met zijn team de eerste Europese kampioen in 1960. In de finale kwam Joegoslavië 0-1 voor maar kort na de rust maakte Metreveli de gelijkmaker. In de verlengingen maakte Viktor Ponedelnik de winnende treffer. 